# Discosoma sanctithomae
Discosoma sanctithomae är en korallart som först beskrevs av Duchassaing och Giovanni Michelotti 1860.  Discosoma sanctithomae ingår i släktet Discosoma och familjen Discosomatidae. Inga underarter finns listade i Catalogue of Life.